# La Barillette
La Barillette é um cume da maciço do Jura no cantão de Vaud da Suíça que culmina a 1 528 m e facilmente acessível a partir Gingins, Chéserex oo La Rippe.  

## Panorama
Acessível por estrada até ao seu cimo, tem uma vista panorâmica a 360 º que se estende do planalto suíço até aos Alpes - desde o Säntis ao Monte Branco - à cordilheira do Jura - tanto suíça como a francesa - uma parte do Franco-Condado, a planície da Alsácia, o maciço dos Vosges e parte da floresta Negra.

## Radiofusão
Na Barillette que se encontra um emissor da associação suíça de radio-televisão, a SRG SSR que cobre a parte sudoeste do lago Lemano e a zona fronteiriça do Chablais Saboiardo.

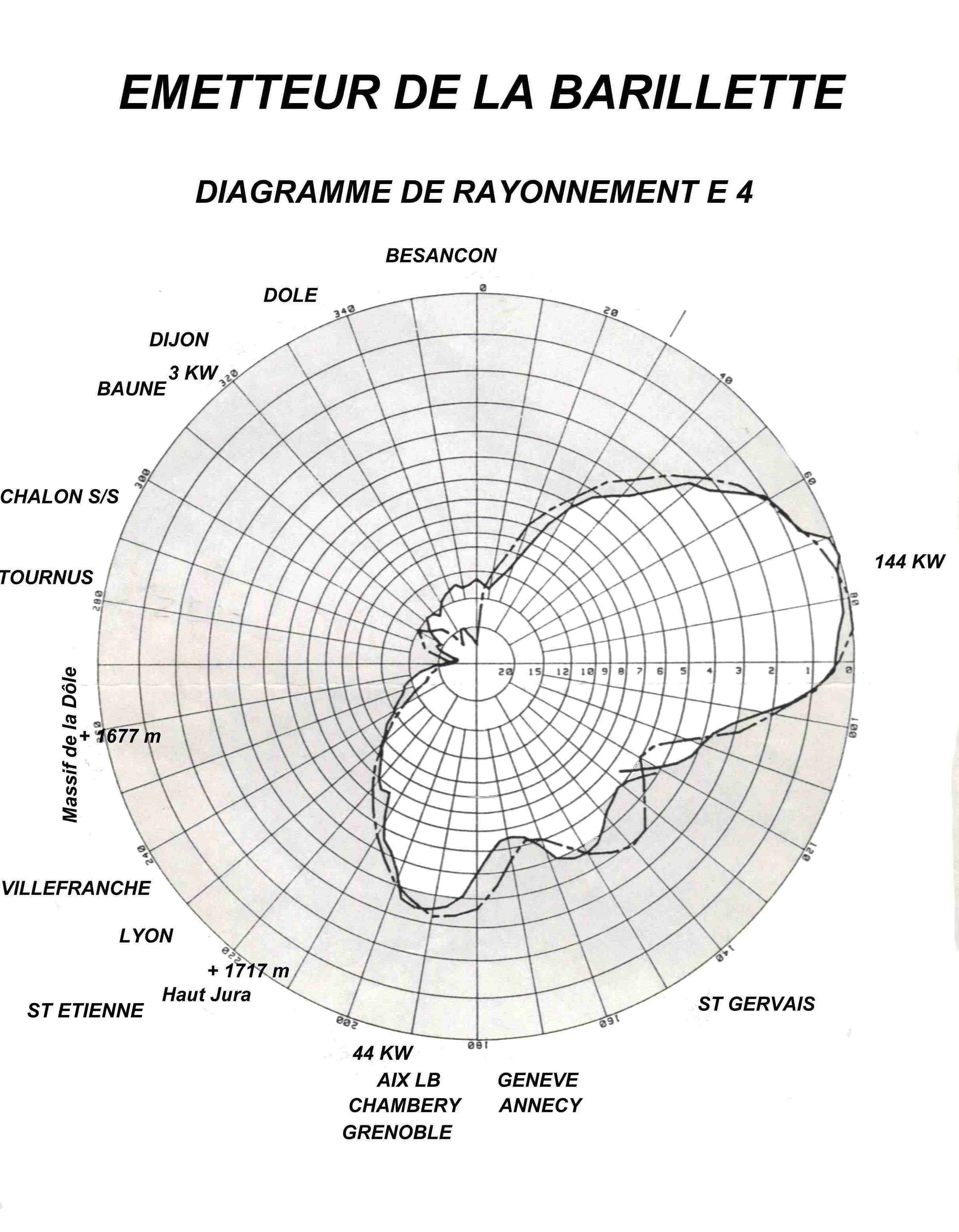
Zona de cobertura de La Barillette